# Едж
Девід Говелл Еванс (англ. David Howell Evans, нар. 8 серпня 1961), відоміший за своїм прізвиськом та сценічним ім'ям «Едж» (англ. The Edge або просто Edge) — британо-ірландський музикант, найкраще відомий як гітарист, клавішник і головний бек-вокаліст ірландського рок-гурту U2. Його характерний тембр стилю гри на електрогітарі та ударних, поряд з використанням цифрової обробки звуку — зокрема затримка, — має вирішальне значення у визначенні унікальності звучання U2. У 2003 році журнал Rolling Stone назвав його 24 у списку «Найкращі 100 гітаристів усіх часів».

## Біографія
Девід Говелл Еванс народився в Лондоні в сім'ї валлійців Гарвіна і Гвенди Еванс. Коли йому виповнився один рік, сім'я переїхала до ірландського Мелагайду, де він згодом вступив до школи святого Андрія (англ. St. Andrew’s National School). Відвідував уроки гри на фортепіано та гітарі і часто виступав зі своїм братом Діком Евансом, доки вони обидва не відгукнулися на оголошення, вивішене Ларрі Малленом-молодшим у загальноосвітній школі Mount Temple, який шукав музикантів для свого гурту. До групи прийняли їх обох. Гурт кілька разів реформувався, перш ніж у березні 1978 року отримав назву U2 (Дік Еванс залишив їх безпосередньо перед зміною назви). U2 почали виступати на різних майданчиках в Ірландії, і з часом у них з'явилися шанувальники. Їхній дебютний альбом Boy вийшов у 1980 році.
1981 року, готуючись до туру на підтримку альбому October, Еванс був дуже близький до того, щоби покинути U2 через деякі релігійні погляди, але все таки вирішив залишитися. Протягом цього періоду він був включений до релігійного гуртку, який мав назву Shalom Tigers, до якого також входили його колеги по групі — Боно та Ларрі Маллен-молодший. Трохи згодом після рішення залишитися у групі він написав музичний фрагмент, який з часом перетворився на пісню «Sunday, Bloody Sunday». Едж одружився зі своєю шкільною подругою Ейслінн О'Салліван (англ. Aislinn O'Sullivan) 12 липня 1983. Пара мала трьох дочок: Голлі (англ. Hollie, нар. 1984), Арран (англ. Arran, нар. 1985) та Блю Енжл (англ.Blue Angel, нар. 1989). Едж та О'Сулліван розійшлися в 1990 році, але вони не могли офіційно розлучитися у зв'язку з деякими законами Ірландії (розлучення були дозволені в Ірландії лише в 1995 році), і тому підписали офіційні папери в 1996.
Під час відомого турне «Zoo TV Tour» Едж познайомився з Морлі Штайнберг, професійною танцюристкою і хореографом, яку спеціально найняв гурт. Пара почала зустрічатися в 1993 році, у них народилися дочка Шин (англ. Sian, нар. 1997) і син Леві (англ. Levi, нар. 25.10.1999). Вони одружилися 22 червня 2002 року.

## Музика

### Гра на гітарі
Як гітарист Едж визнаний за володіння фірмовим саундом, для якого звичайно лаконічне, струнке та ігристе звучання (почасти, завдяки характерному звуку класичного гітарного підсилювача Vox AC30), що досягається широким використанням ефектів цифрової затримки (ділея) та реверберації, зосередженням на текстурі та мелодії. Для отримання звуку «як у Еджа» тривалість цифрового ділея встановлюють у розмірі восьмий ноти з крапкою (3/16 такту) та підбирають величину віддачі для отримання 2 — 3 повторень.
Альбом The Joshua Tree 1987 року, напевно, найкращий приклад «U2 саунду», з піснями With or Without You та Where the Streets Have No Name, ввійшли в число найбільш прихильно зазначених критиками та найулюбленіших робіт групи. Альбом був записаний на вершині епохи шред-метала 1980-х років, але гра Еджа в ньому не могла бути ще далі від акцентування на техніці та швидкості, притаманною тому часу. Альбом демонструє підхід Еджа до інструменту: чим намагатися проштовхнути свою гітару на передній план міксу та зробити свою участь очевидним, Едж зосереджується на пісні та настрої, часто вносячи лише кілька простих мелодійних ліній, поглиблених та збагачених постійно присутньому цифровим Ділі. Наприклад, вступ до Where the Streets Have No Name являє собою повторюване просте 6-нотне арпеджіо, розширене ефектом модульованого ділея. Едж говорив, що розглядає ноти «дорогими», тому він вважає за найкраще грати їх якомога менше. У 1982 році він говорив про своєму стилі:
Мені подобається в гітарі приємний резонуючий звук, і в більшості моїх акордів я вибрав дві струни та озвучив їх на одній ноті, так що це майже як звук 12-струнної гітари. Значить, для ноти «мі» я міг грати «сі», «мі», «мі», «сі», і отримати резонуючий звук. Це прекрасно працювало на Gibson Explorer' і було кумедно, оскільки баси Експлорера були настільки жахливими, що я привчився уникати низьких струн, і багато акордів, які я грав, були дуже високими, на перших чотирьох або навіть трьох струнах. Я виявив, що шляхом використання цієї частини грифа розвинув вельми художній спосіб робити те, що хтось інший грав би звичайним способом.
Оригінальний текст (англ.)
I like a nice ringing sound on guitar, and most of my chords I find two strings and make them ring the same note, so it's almost like a 12-string sound. So for E I might play a B, E, E and B and make it ring. It works very well with the Gibson Explorer. It's funny because the bass end of the Explorer was so awful that I used to stay away from the low strings, and a lot of the chords I played were very trebly, on the first four, or even three strings. I discovered that through using this one area of the fretboard I was developing a very stylised way of doing something that someone else would play in a normal way.

Гітарна техніка Еджа сформувалася під безліччю впливів. Його першим інструментом була стара акустична гітара, на якій він експериментував зі своїм старшим братом Діком Евансом. 1982 року він говорив про своїх ранніх експериментах:

Думаю, першою ланкою в ланцюзі було відвідання місцевої благодійної розпродажі, де я купив гітару за фунт. Це був мій перший інструмент, акустична гітара, і я і мій старший брат Дік обидва грали на ній самі елементарні речі: перебір, відкриті акорди і все таке.
Оригінальний текст (англ.)
I suppose the first link in the chain was a visit to the local jumble sale where I purchased a guitar for a pound. That was my first instrument. It was an acoustic guitar and me and my elder brother Dik both played it, plonking away, all very rudimentary stuff, open chords and all that.

Едж стверджує, що багато хто з його гітарних партій побудовані навколо гітарних ефектів. Це особливо вірно починаючи з епохи Achtung Baby, хоча в матеріалі гурту 80-х років чимало зроблено з інтенсивним використанням луна. У англійського музичного пародиста Білла Бейлі є сценка про використання Еджем гітарних ефектів.
Вплив Еджа як гітариста можна помітити в багатьох виступаючих групах, наприклад, Radiohead, Muse, Coldplay, Angels & Airwaves, Dream Theater, а також масі виконавців незалежної та альтернативної сцени.

### Вокал
Едж також додає бек-вокал для Боно. Хорошим орієнтиром його співу є концертний альбом Under a Blood Red Sky та відео Live at Red Rocks: Under a Blood Red Sky 1983 року (а також DVD з турне Elevation, U2 Go Home: Live from Slane Castle і Elevation 2001: Live from Boston). Наприклад, він виконує приспів в Sunday Bloody Sunday (злагоджено співає з Боно в кінці пісні). U2 використовувало цей спосіб обміну пізніше в Bullet the Blue Sky.
Бек-вокал Еджа часто має вигляд повторюваних вигуків. Приклади пісень із використанням такого підходу включають Beautiful Day та New Year's Day. Едж виконує провідну вокальну партію в піснях Van Diemen's Land та Numb, у першій половині пісні Seconds, здвоєний вокал із Боно в Discothèque та в'язку у пісні Miracle Drug. Нерідко його бек-вокал співається фальцетом, як у піснях Stuck in a Moment You Can't Get Out Of, Sometimes You Can't Make It on Your Own, The Wanderer та Window in the Skies. У концертних виступах інших пісень він також виконує провідний вокал з нагоди (наприклад, Sunday Bloody Sunday під час турне PopMart та Party Girl у турне Zoo TV, коли концерт у Роттердамі припав на день народження Боно).

### Інші інструменти
Едж грає на піаніно та клавішних у багатьох піснях групи, включаючи I Fall Down, October, So Cruel, New Year's Day, Running to Stand Still, Miss Sarajevo, The Hands that Built America, Original of the Species та інших. У пісні Please він грає на органі. У концертних версіях пісень New Year's Day and The Unforgettable Fire він за чергою грає партії піаніно та гітари. У більшості концертних версій Original of the Species піаніно - єдиний інструмент, який звучить під час виконання пісні.
Хоча Едж є лідер-гітаристом групи, він грає на бас-гітарі як мінімум в одному випадку. Для більшості виконань пісні «40» Едж і бас-гітарист Адам Клейтон міняються інструментами.

## Благочинність
Зараз Едж сконцентрував свої гуманні зусилля у благодійній організації Music Rising, організація, яка дає музичні інструменти тим, хто втратив їх під час урагану Катріна.

## Нагороди
- Орден «За заслуги» ІІІ ступеня (Україна, 23 серпня 2022) — за значні особисті заслуги у зміцненні міждержавного співробітництва, підтримку державного суверенітету та територіальної цілісності України, вагомий внесок у популяризацію Української держави у світі.[12]